# Каратаевка
Каратаевка — деревня в Чистопольском районе Татарстана. Входит в состав Большетолкишского сельского поселения.

## География
Находится в центральной части Татарстана на расстоянии приблизительно 33 км по прямой на востоко-северо-восток от районного центра города Чистополь вблизи устья реки Шешма.

## История
Основана в начале 1920-х годов.

## Население
Постоянных жителей было: в 1926 — 288, в 1938 — 316, в 1949 — 333, в 1958 — 220, в 1970 — 201, в 1979 — 139, в 1989 — 85, в 2002 — 60 (русские 97 %), 40 — в 2010.